# ألون ديفيز
ألون ديفيز (بالإنجليزية: Alun Davies)‏ هو سياسي بريطاني، ولد في 12 فبراير 1964 في المملكة المتحدة. حزبياً، نشط في حزب العمال الويلزي ‏ وحزب العمال.

## مناصب
- انتخب Minister for Welsh Language and Lifelong Learning ‏ (19 مايو 2016 – 3 نوفمبر 2017).
- انتخب Cabinet Secretary for Local Government and Public Services ‏ (3 نوفمبر 2017 – 12 ديسمبر 2018).
- في انتخابات الجمعية الوطنية الويلزية 2016 [الإنجليزية]‏، انتخب عضو الجمعية الوطنية الويلزية الخامسة ‏ عن دائرة Blaenau Gwent (Senedd constituency) [الإنجليزية]‏ وقد انضم خلال فترته النيابية  [لغات أخرى]‏ (5 مايو 2016 – ) للكتلة البرلمانية حزب العمال الويلزي [الإنجليزية]‏.
- في انتخابات الجمعية الوطنية الويلزية 2011 [الإنجليزية]‏، انتخب عضو الجمعية الوطنية الويلزية الرابعة ‏ عن دائرة Blaenau Gwent (Senedd constituency) [الإنجليزية]‏ وقد انضم خلال فترته النيابية  [لغات أخرى]‏ (5 مايو 2011 – 6 أبريل 2016) للكتلة البرلمانية حزب العمال الويلزي [الإنجليزية]‏.
- في انتخابات الجمعية الوطنية الويلزية 2007 [الإنجليزية]‏، انتخب عضو الجمعية الوطنية الويلزية الثالثة ‏ عن دائرة Mid and West Wales (Senedd electoral region) [الإنجليزية]‏ وقد انضم خلال فترته النيابية  [لغات أخرى]‏ (3 مايو 2007 – 30 مارس 2011) للكتلة البرلمانية حزب العمال الويلزي [الإنجليزية]‏.